# Station Kidderminster
Kidderminster is een spoorwegstation van National Rail in Kidderminster, Wyre Forest in Engeland. Het station is eigendom van Network Rail en wordt beheerd door West Midland Trains. Het station is geopend in 1852.